# Saint-Aubin-des-Préaux
Saint-Aubin-des-Préaux è un comune francese di 430 abitanti situato nel dipartimento della Manica nella regione della Normandia.

## Società

### Evoluzione demografica
Abitanti censiti